# Kotto
Kotto är en 820 km lång flod i Centralafrikanska republiken, ett biflöde till Oubangui. Den rinner genom den östra delen av landet, 400 km öster om huvudstaden Bangui.